# Linia kolejowa Nové Sedlo u Lokte – Krásný Jez
Linia kolejowa Nové Sedlo u Lokte – Krásný Jez (dawna linia kolejowa nr 144 (Czechy)) – jednotorowa, regionalna i niezelektryfikowana linia kolejowa w Czechach. Łączy Nové Sedlo u Lokte i Krásný Jez. Przebiega w całości przez terytorium kraju karlowarskiego.